# Гейнрихіт
Гейнрихіт, хейнрихіт (рос. хейнрихит; англ. heinrichite; нім. Heinrichit m) — Ураноарсенат барію шаруватої будови. Група отеніту.

## Етимологія та історія
Названий за прізвищем американського мінералога Е. В. Хейнріха (E.W.Heinrich), E.B.Gross та ін., 1958. Син. — хейнричит, гейнричит.
Гейнрихіт був виявлений в 1958 році на "Шахті Білого Короля" в Лейкв'ю (округ Лейк, штат Орегон, США). Оскільки для визначення мінералу також використовували зразки з “Шахти Антон” у долині Хойбах (Баден-Вюртемберг), це місце також вважається типовою місцевістю.
Вперше мінерал був описаний у тому році, коли його знайшли Юджин Б. Гросс, Еліс С. Корі, Річард С. Мітчелл та Курт Валента, назвавши його на честь американського мінералога та професора Мічиганського університету Еберхардта Вільяма Гейнріха (1918–1991), названий на честь цього.
Типовий матеріал мінералу знаходиться у Національному музеї природознавства у Вашингтоні, округ Колумбія в США, зберігається за каталогом №. 121950.

## Загальний опис
Формула:
- За Є. К. Лазаренком та К.Фреєм: Ba(UO2)2[AsO4]2•(10-12)H2O.

Нестійкий. При втраті води переходить у метагейнрихіт. Сингонія тетрагональна. Форми виділення: прозорі та напівпрозорі таблитчасті кристали, лускаті аґреґати, кірки. Спайність по (001) досконала, по (100) ясна. Густина 3,9-4,0. Тв. 2,5. Колір жовтий, жовто-зелений. Риса блідо-жовта, білувата. Блиск перламутровий. Люмінесціює зеленим кольором.

### Поширення
Зустрічається у порожнинах вилуговування ріолітових туфів. Знахідки: Лейкв'ю, шт. Орегон (США), родов. Віттіхен, Шварцвальд (ФРН).